# Michal Palinek
Michal Palinek (Přerov, 10 augustus 1967) is een voormalig beachvolleyballer uit Tsjechië. Met Marek Pakosta werd hij in 1996 Europees kampioen. Daarnaast nam hij deel aan twee edities van de Olympische Spelen.

## Carrière
Palinek speelde in 1994 zijn eerste internationale beachvolleybaltoernooien toen hij met Pakosta in de FIVB World Tour debuteerde. Het duo werd vijfde in Marseille en negende in Fortaleza. Het seizoen daarop namen ze deel aan zestien toernooien in het mondiale circuit. Ze kwamen daarbij tot een zevende (Marseille) en twee negende plaatsen (Enoshima en Bali). In 1996 werden Palinek en Pakosta in Pescara Europees kampioen ten koste van het Duitse tweetal Jörg Ahmann en Axel Hager. Daarnaast deden ze mee aan het eerste olympische beachvolleybaltoernooi in Atlanta. Het als zestiende geplaatste duo verloor in de tweede ronde van het als eerste geplaatste Braziliaanse duo Franco Neto en Roberto Lopes en werd in de herkansing uiteindelijk uitgeschakeld door John Child en Mark Heese uit Canada. In de World Tour waren ze verder actief op negen toernooien met een vijfde plaats in Marbella als beste resultaat.
Het jaar daarop wisselde Palinek van parter naar Přemysl Kubala. In aanloop naar de eerste officiële wereldkampioenschappen in Los Angeles speelde het tweetal negen wedstrijden in de mondiale competitie waarbij het eenmaal als zevende (Espinho) en vijfmaal als negende eindigde (Lignano, Marseille, Klagenfurt, Oostende en Alanya). Bij de WK werden ze in de eerste ronde van het hoofdtoernooi uitgeschakeld door de Zwitserse broers Martin en Paul Laciga. In 1998 kwamen ze bij elf internationale toernooien tot een vierde plaats in Berlijn en een negende plaats in Alanya. Bij de EK op Rodos eindigden ze eveneens als negende. De twee daaropvolgende seizoenen vormde Palinek een team met Martin Lébl. Het eerste jaar namen ze deel aan negen reguliere toernooien in de World Tour met een negende plaats in Toronto als beste resultaat. Bij de WK in Marseille wist het duo zich niet te kwalificeren voor het hoofdtoernooi.
In 2000 speelden ze in aanloop naar de Spelen zeven FIVB-wedstrijden met een vierde plaats in Marseille als beste resultaat. Daarnaast eindigden ze op een gedeelde vijfde plaats bij de EK in Getxo. Bij de Olympische Spelen in Sydney verloren ze de eerste wedstrijd van de broers Laciga, waarna ze in de herkansing de eerste wedstrijd van de Duitsers Oliver Oetke en Andreas Scheuerpflug wonnen maar in het daaropvolgende duel werden uitgeschakeld door Javier Bosma en Fabio Díez uit Spanje. Het seizoen daarop partnerde Palinek met Stanislav Pochop. Bij zeven reguliere toernooien kwam het duo niet verder dan twee vijf-en-twintigste plaatsen en bij de WK in Klagenfurt strandden ze na twee nederlagen in de groepsfase. In 2002 en 2003 speelde Palinek in totaal vijf toernooien in de World Tour met Štěpán Smrčka en na een vijfde plek bij de Challenger van Athene beëindigde Palinek zijn sportieve carrière.

## Palmares
Kampioenschappen
- 1996:  EK